# Figuras de la violencia
Figuras de la violencia: Ensayos sobre narrativa, política y música popular (2004) es un libro escrito por el crítico cultural brasileño Idelber Avelar, reúne ensayos que tratan la intersección entre las dimensiones retórica y política de la violencia.
El texto fue escrito en inglés, con el título The Letter of Violence: Essays on Narrative, Ethics, and Politics. Por el, Avelar fue promovido a Profesor Titular (Full Professor) en la Universidad de Tulane, de Nueva Orleans. En 2004, Avelar publicó la obra por Palgrave MacMillan, de Nueva York.
La obra fue aumentada, traducida al portugués y publicada en Brasil por la Universidade Federal de Minas Gerais (UFMG), en 2011. La traducción al español fue publicada en 2012, por la Editorial Palinodia, de Chile.
La obra reúne ensayos que tratan la intersección entre las dimensiones retórica y política de la violencia. La introducción revisa teorías de la violencia, de Clausewitz, que vio la guerra como puro juego de fuerzas que suspende toda ética, a Paul Virilio, que piensa la guerra contemporánea como superación del paradigma territorial napoleónico y acontecimiento asimétrico, instantáneo y virtual. 

## Estructura
El capítulo uno parte de la clasicista Page DuBois, quien sugiere que el testimonio del esclavo griego solo se tomaba como verdadero cuando extraído bajo tortura, y saca conclusiones acerca de las relaciones entre la emergencia del concepto de verdad y la sanción de la atrocidad en la democracia. 
El capítulo dos es una extensa crítica de la lectura que hizo Jacques Derrida de Walter Benjamin, cuestionando tanto la asociación de Benjamin a Heidegger, constante en Derrida, como su reducción de la crítica benjaminiana de la violencia a una supuesta ola antiparlamentaria en la República de Weimar. 
Los dos capítulos siguientes tratan de fenómenos de la música popular de las últimas décadas: la banda Sepultura y el movimiento heavy metal, que clausuran el potencial emancipatorio y oposicionista de la Música Popular Brasileña (MPB) para la juventud de Minas Gerais, y Chico Science y la escena manguebeat pernambucana, que hace dialogar géneros regionales no legitimados en el canon nacional (coco, frevo, maracatu) con géneros internacionales no sancionados en el panteón pop rock (reggae, hip hop, raggamuffin, heavy metal). 
El capítulo cinco de Figuras de la violencia toma como mote el cuento El etnógrafo, de Jorge Luis Borges para pensar las relaciones entre la ética y la violencia constitutiva de la empresa antropológica en la era poscolonial. 
La conclusión del libro trata del concepto de guerra de sin fin a partir de una lectura de las invasiones estadounidenses a Irak y Afganistán. 

## Versiones
- Avelar, Idelber (2004). The letter of violence: essays on narrative, ethics, and politics. New York, USA: Palgrave Macmillan. ISBN 9781403967411.

- Avelar, Idelber (2011). Figuras da violência: Ensaios sobre narrativa, política e música popular. Belo Horizonte, Brasil: UFMG. ISBN 9788570419088.

- Avelar, Idelber (2016). Figuras de la violencia: Ensayos sobre narrativa, política y música popular. Santiago, Chile: Palinodia. ISBN 9789568438449.